# 刘海戏金蟾 (2013年)
《刘海戏金蟾》为中國大陸的神話連續劇。原名為《宝珠奇缘》，以傳說神話為背景，2013年5月杀青，2013年7月取得发行许可证。

## 播出
| 頻道     | 所在地   | 播映日期      | 播出時間 | 備註 |
| -------- | -------- | ------------- | -------- | ---- |
| 山东卫视 | 中国大陆 | 2016年1月31日 | 19:30    |      |
| ONE HD}} | 泰國     | 2016年3月19日 | 09:00    |      |

## 劇情
刘海戏金蟾是中国民间武财神与金蟾斗法的故事。法术高強的刘海（陈浩民 飾）被人所害而逃路上遇見胡秀英（穆婷婷/陈紫函 飾）由冤家变為情侣；亦愛上胡秀英的金蟾（谭耀文 飾）本助奸人处处与刘海作对，經事情他們最终化敌为友，并一起赴夺宝之战。(推測劇情有可能改編自神機妙算劉伯溫第八單元:東女國)

## 登場人物

### 主要角色
(按官方片花排序)
| 演員   | 角色   | 關係/暱稱 | 對應角色     |
| 陈浩民 | 刘海   | 南诏国国师，喜欢胡秀英，因為俊美的外表，也同時受到熙婷、雁俐、于貞等人的愛慕。於蘿蔓女國化名燒餅。最後與秀英成親。                                                           | 劉伯溫(蘇楊) |
| 穆婷婷 | 胡秀英 | 九妹人間化身，喜欢刘海，蘿蔓女國化名心蓮，擔任雁俐與喬雪之軍師，莫彤與狐大王之女。五大神器之琴的關鍵人物。後與莫彤母女相認，三人重歸於好，並流淚使得五大神器中的琴音被奏出。 | 何如雙(蘇嬌) |
| 陈紫函 | 胡秀英 | 九妹妖界真身，喜歡劉海，最终与劉海成亲。 |              |
| 谭耀文 | 金蟾   | 金蟾精，五毒之首，妖界蟾族族長，詭計多端，足智多謀，重情重義，改邪歸正，與刘海爭奪胡秀英，后來成為八姐的未婚夫，最后与八姐成親。                                             |              |
| 归亚蕾 | 刘母   | 刘海母亲 | 梅玉琳       |
| 陈威翰 | 双耳神 | 魔教之首，心狠手辣，壞事作盡，与魔煞联合，后出賣魔煞，實為与蒙問勾結，企圖利用莫彤與妘嬋腹中胎兒來一統魔界，最終反而被聚魂寶珠與心劍反噬而亡，惡有惡報。                     |              |
| 林子聪 | 赵登   | 南诏国护国法师，劉海的知己，與蘿蔓艾晴有一段情愫。陰錯陽差與女王成親，蘿蔓女國之王君，艾晴之妻。於蘿蔓女國化名油條。                                                         | 高彬(燒餅)   |

### 南詔
| 演員   | 角色 | 關係/暱稱 | 對應角色         |
| 魏骏杰 | 蒙照 | 南诏国大王 | 朱元璋           |
| 劉晟豪 | 蒙彰 | 南詔金龍王，蒙正的王叔，后期登場。十分愛護蒙正，化為阿怪，至陽至体，體質極陽，因為受到情咒而變的醜陋，每到子時才會變為年輕英俊的模樣，但月圓時反而會變身成為狼，艾芊之前男友，喜歡妘柔，但礙於自己的外表關係不敢表態，五大神器之劍的關鍵人物。後來為了救艾芊而自願在火場犧牲，與妘柔化為心劍身與劍鞘。蘿蔓女國之三公主君，妘柔之妻。 | 朱振綱           |
| 钟久夫 | 蒙问 | 南诏国大王子，魔教信徒，壞事作盡。表面上和善無爭，私下城府極深，並反對南詔和蘿蔓女國議和，實為与雙耳神勾結，針對蒙正，圖謀造反。后与雙耳神和孫霸聯合對付劉海与蒙正等人，導致与孫霸謀反失敗。最後被蒙照下令關十年禁閉。 | 朱標             |
| 陆昱霖 | 蒙正 | 南诏国二王子，被俘虜到蘿蔓女國，邂逅長公主妘嬋，喜歡妘嬋，因為劉海的計策導致他和妘嬋如願成親。蘿蔓女國之大公主君，化名琢止，妘嬋之妻。五大神器之劍的有緣人。 | 朱棣(木聿絳)     |
| 闞宇   | 蒙錦 | 南詔國三王子，喜歡青青，后犧牲。 | 朱燕(阿勇)       |
| 倪齐民 | 金标 | 金蟾在人界的化身，南詔相國，外交官。五大神器之畫的有緣人。詭計多端，智謀過人，正直堅強，改邪歸正，與劉海是亦敵亦友的生死之交。用計使青青恨自己而以血來打開仙界的入口。曾與蒙問聯合，后期與蒙正聯合，並查出蒙問圖謀造反的證據。 | 胡惟庸           |
| 邓捷   | 蜈蚣 | 蜈蚣精，金蟾手下，魔蠍之好兄弟，毒性最弱也最善良，在人間化身為南詔大將軍。與雙耳神大戰中犧牲。 | 藍玉             |
| 方妍心 | 青青 | 青蛇精，金蟾手下，喜歡三王子蒙錦，白蛛之好姊妹 | 胡月瑤(鐵迷月瑤) |
| 張鉑辰 | 任英 | 南詔國將軍，蒙正手下，曾被蒙問所用，后期聯合蒙正，對蒙正忠心耿耿，支持南詔與蘿蔓女國議和。幫蒙正査出蒙問圖謀造反的証據。 | 陳先             |
| 張志宏 | 孫霸 | 南詔國將軍，蒙問手下，聯合蒙問，私下反對南詔與蘿蔓女國議和。與蒙問共同圖謀造反，一起與雙耳神勾結。最后被雙耳神殺死，導致與蒙問謀反失敗，死有餘辜。 | 陸友竹           |

### 蘿蔓女國
| 演員   | 角色     | 關係/暱稱 | 對應角色 |
| 唐熙   | 萝蔓艾晴 | 萝蔓女国女王，溫柔多情，耳根子有點軟，疼愛妘嬋，曾反對長公主和化名琢止的蒙正成婚，讓長公主在迎賓館迎娶桑華。但喜歡趙登，為趙登之夫，卻礙於趙登是和尚的關係，遲遲無夫妻之實。 | 雲丹紗羅 |
| 李思蓓 | 萝蔓艾芊 | 艾晴與艾荷之姊妹，冬湘之師父，后期登場。喜欢蒙彰，蒙彰之前男友，妘娟生母，最后與妘娟相認， | 雲丹紗辰 |
| 譚莉敏 | 蘿蔓艾荷 | 彩虹山庄主，艾荷親王，艾晴之姊妹，妘柔、妘禪、妘娟的皇姨，桑華之母，前初登場。個性懦弱怕事，反對蘿蔓女國與南詔議和，被莫彤操控著在公審現場自盡身亡。 | 雲丹紗湘 |
| 江祖平 | 萝蔓妘婵 | 萝蔓女国大公主，文武雙全，美麗與智慧並存的女皇繼位人選，崇尚和平，喜歡蒙正，支持蘿蔓女國跟南詔議和。本來被女王賜婚給皇族表親桑華郡爺，後來劉海使一招調虎離山，讓她如願和蒙正在一起，蒙正之夫。 | 雲丹檀風 |
| 宫媛   | 萝蔓妘娟 | 萝蔓女国二公主，實為艾晴養女，生母為蘿蔓艾芊，心有城府，但經常被大祭司玩弄於股掌間，與大祭司串通一氣，嫉妒大公主，反對蘿蔓女國跟南詔議和，並設計南詔和羅蔓女國開戰，多次陷害大公主。四面魔事件發生後，在自己的寢殿中發瘋了。後被艾芊治好，與其相認，與艾芊過上隱居的生活。                                               | 雲丹檀華 |
| 徐申东 | 萝蔓妘柔 | 萝蔓女国三公主，至陰至体，體質虛寒，不能曬太陽，因此幾乎足不出戶，走路似弱風拂柳，喜欢蒙彰，五大神器之劍的關鍵人物。為了救蒙彰投身火海，化為心劍的劍鞘而安然無事。蒙彰之夫。 | 雲丹檀雪 |
| 張鼎   | 桑華     | 彩虹山少主，桑華郡爺，艾晴的外甥，艾荷的兒子，妘嬋、妘娟、妘柔的表弟，艾晴的指婚對象，蒙正的情敵，前初登場。個性細膩如同女孩子一樣，傾心於自己的皇表姊妘嬋，嫉妒蒙正，卻因為劉海的計策反而嫁給了于貞，于貞之妻。 | 雲丹秦里 |
| 廖碧儿 | 莫彤     | 萝蔓女国大祭司，胡秀英之母，迷迭之師父，五大神器之琴的關鍵人物。心狠手辣，上梁不正下梁歪，(劉海、趙登、金標)等人都被他三番兩次所陷害，更反對蘿蔓女國跟南詔議和。因玉馨為了救她而擋下關峰一掌，從而使她意識到自己的錯誤，後與玉馨在天籟洞中重歸於好，與秀英母女相認，三人情淚奏出五大神器中的琴音。最後和雙耳神同歸於盡。 | 貢噶珠翎 |
| 臧洪娜 | 于貞     | 蘿蔓女國烈火旗隊女隊長，對劉海一見鍾情。後來因劉海的計策導致她沒能與劉海成親，反而娶了桑華郡爺，桑華之夫。 | 蘭台蘇娜 |
| 钱璇   | 熙婷     | 萝蔓女国女将军，迷戀劉海 | 水瑚     |
| 陳楠   | 姜平     | 蘿蔓艾晴之男寵，嫉妒大法師趙登奪走他對艾晴的愛，為趙登情敵，最后被胡秀英感化。 | 夏廉多凜 |
| 胡薇   | 凌云特使 | 蘿蔓女國特使，艾晴手下，外交官，性情溫柔，支持蘿蔓女國與南詔議和，私下幫助長公主和化名琢止的蒙正成婚。 | 月方蓮華 |

### 妖界

#### 狐族
| 演員   | 角色           | 關係/暱稱 | 對應角色 |
| 屈剛   | 狐大王(胡少恒) | 妖界狐族族長，莫彤之夫，莫玉馨之情夫，胡秀英之父，金蟾在妖界的對手，早期登場。被金蟾殺害，已去世。 | 何平     |
| 韓姝姝 | 莫玉馨         | 莫彤之親姊，狐大王之情婦，胡秀英之阿姨，早期登場。九妹暱稱其為莫姨，因為被莫彤撞見狐大王與自己親熱而遭莫彤復仇，為五大神器之琴的關鍵人物。為了救莫彤身中關峰一掌，臨終之際與莫彤和解，並促使秀英與莫彤相認，三人流淚奏出五大神器中的琴音。後在仙界中修行。 | 潘氏     |
| 楊浩煜 | 金妖龍         | 守護妖界的五行妖龍之首，狐大王手下，早期登場。幫助九妹破解了他的師弟設下的關卡並救回劉海。 |          |

#### 蟾族
| 演員   | 角色 | 關係/暱稱                                | 對應角色 |
| 孫紅雷 | 魔蠍 | 蠍子精，金蟾手下，白蛛之夫，蜈蚣之好兄弟 |          |
| 刘娜萍 | 白蛛 | 蜘蛛精，金蟾手下，魔蠍之妻，青青之好姊妹 |          |

### 其他角色
| 演員   | 角色   | 關係/暱稱 | 對應角色 |
| 周明增 | 关峰   | 赵登师弟，蘿蔓艾晴的情人，前期登場。心術不正，喜歡蘿蔓艾晴，與莫彤同伙，為了艾晴選擇棄佛從道，可惜伊人只選擇趙登。最后與雙耳神大戰中犧牲，臨終前祝福大法師與艾晴。           | 蕭為     |
| 韓銀龍 | 魔煞   | 魔教魔尊，莫彤的師傅，雙耳神的上司，本劇眾人之死敵，中期登場。為人心狠手辣又詭計，與雙耳神聯合，機關算盡，後遭雙耳神設計陷害而出賣，並取代其，雙耳神比其更可惡。             | 天魔     |
| 千景   | 迷迭   | 大祭司莫彤訓練出來的女殺手，雙耳神手下，專門對付妘嬋，無惡不作，前初以奪命鈴的身份登場。卻總是因為男人們的及時出現(蒙正、劉海、趙登)解救而導致刺殺失敗。最後為了救莫彤而死。 | 淋溶冰蕊 |
| 萬希   | 冬湘   | 莫彤之前門徒，現為羅曼艾芊所用，羅曼艾芊之徒弟，后期登場。迷迭之結義姊妹。                                                                                                   | 淋溶琥珀 |
| 薛芊芊 | 杏兒   | 侍女 |          |
| 魏雨辰 | 云恋   | 兔精幻化而成 |          |
| 婁淇   | 白銀山 | 劉海好友 |          |
| 錢潔晨 | 羅薇   | 客棧老板娘，小毛之母，中期登場 | 羅薇     |

## 电视原声带
| 曲序 | 曲目                   |        | 作曲           | 演唱           |
| ---- | ---------------------- | ------ | -------------- | -------------- |
| 1.   | 《快乐情缘》（片头曲） | 黄英华 | 陆耀靖         | 陈浩民、徐申东 |
| 2.   | 《相思泪》（片尾曲）   | 陆耀靖 | 黄英华         | 穆婷婷         |
| 3.   | 《花渐迷》（插曲）     | 露米哪 | 黄英华、周大唯 | 陆昱霖         |

## 與湖南卫视的《天天有喜》不同之處
雖然兩部劇都是相同演員，但故事內容不同和人物沒有關連，《刘海戏金蟾》更不是《天天有喜》的續集。2012年8月杀青的《刘海戏金蟾》改名为《天天有喜》，男主角“刘海”改名为“刘枫”女主角“胡秀英”改名为“白梅瑛”；而2013年5月杀青的《宝珠奇缘》改名为《刘海戏金蟾》，男主角“刘枫”改名为“刘海”女主角“白梅瑛”改名为“胡秀英”。

## 收视率
由csm数据参考而来，收视率包括全天收视指数和市场(收视)份额参数
| 平台     | 平均收视率 | 平均收视份额 | 备注 |
| 山东卫视 | 0.786      | --           |      |